# Liam Hess
Liam Hess (Cheltenham, 28 marzo 1992) è un attore televisivo britannico.

## Biografia
È famoso per l'interpretazione di Louis Fairhead nel prime-time show televisivo della BBC Casualty e per il ruolo di Greg King, protagonista nella popolare serie TV di Channel 5 Do not Blame Me.
Nel 2002 è stato nominato per un premio ACEA per la sua performance in The Whistle Blower. Nel 2003 ha vinto un premio ACEA e un premio AFI per la sua performance in Do not Blame Me.
Nel 2008 interpreta Pietro Dyer nel film La mia vita è un disastro, prodotto da Paramount Pictures.